# Hubbsia californica
Hubbsia californica är en lavart som först beskrevs av Räsänen, och fick sitt nu gällande namn av W. A. Weber. Hubbsia californica ingår i släktet Hubbsia och familjen Roccellaceae.   Inga underarter finns listade i Catalogue of Life.